# Gerd-e Jakub
Gerd-e Jakub – wieś w Iranie, w ostanie Azerbejdżan Zachodni, w szahrestanie Mahabad. W 2006 roku liczyła 321 mieszkańców.